# Río Cogotí
Río Cogotí är ett vattendrag i Chile.   Det ligger i regionen Región de Coquimbo, i den centrala delen av landet, 290 km norr om huvudstaden Santiago de Chile.
Omgivningen kring Río Cogotí är i huvudsak ett öppet busklandskap. Området är  glesbefolkat, med 8 invånare per kvadratkilometer.